# 진남 (백제)
진남(眞男, ?~?)은 백제 삼근왕 때의 대신으로 대성팔족 중의 하나인 진(眞)씨 출신 귀족이다.

## 생애
478년(삼근왕 2) 병관좌평(兵官佐平) 해구(解仇)와 은솔(恩率) 연신(燕信)이 대두성(大豆城)을 근거로 반란을 일으키자, 왕명을 받아 군사 2천 명을 거느리고 진압하려 갔지만 이기지 못하였다. 그 후는 기록이 없으며, 해구와 연신은 결국 같은 진씨 출신인 진로(眞老)가 토벌하여 해구는 죽고, 연신은 고구려로 달아났다.